# DEC1
DEC1‏ (Deleted in esophageal cancer 1) هوَ بروتين يُشَفر بواسطة جين DEC1 في الإنسان.